# 库纳克萨战役
33°19′30″N 44°04′48″E / 33.32500°N 44.08000°E
库纳克萨战役是公元前401年波斯帝国阿契美尼德王朝王子小居鲁士和他的哥哥未来的阿尔塔薛西斯二世之间的一场战役，该战役发生在巴比伦以北70公里幼发拉底河左岸的库纳克萨（Cunaxa），战役情况主要来自古希腊历史学家色诺芬的《长征记》。最终阿尔塔薛西斯获得战略性胜利，希腊万人雇佣军团撤退。